# Guillermo Ceniceros
Guillermo Ceniceros (7 de mayo de 1939, El Salto, Durango) es un pintor muralista mexicano.

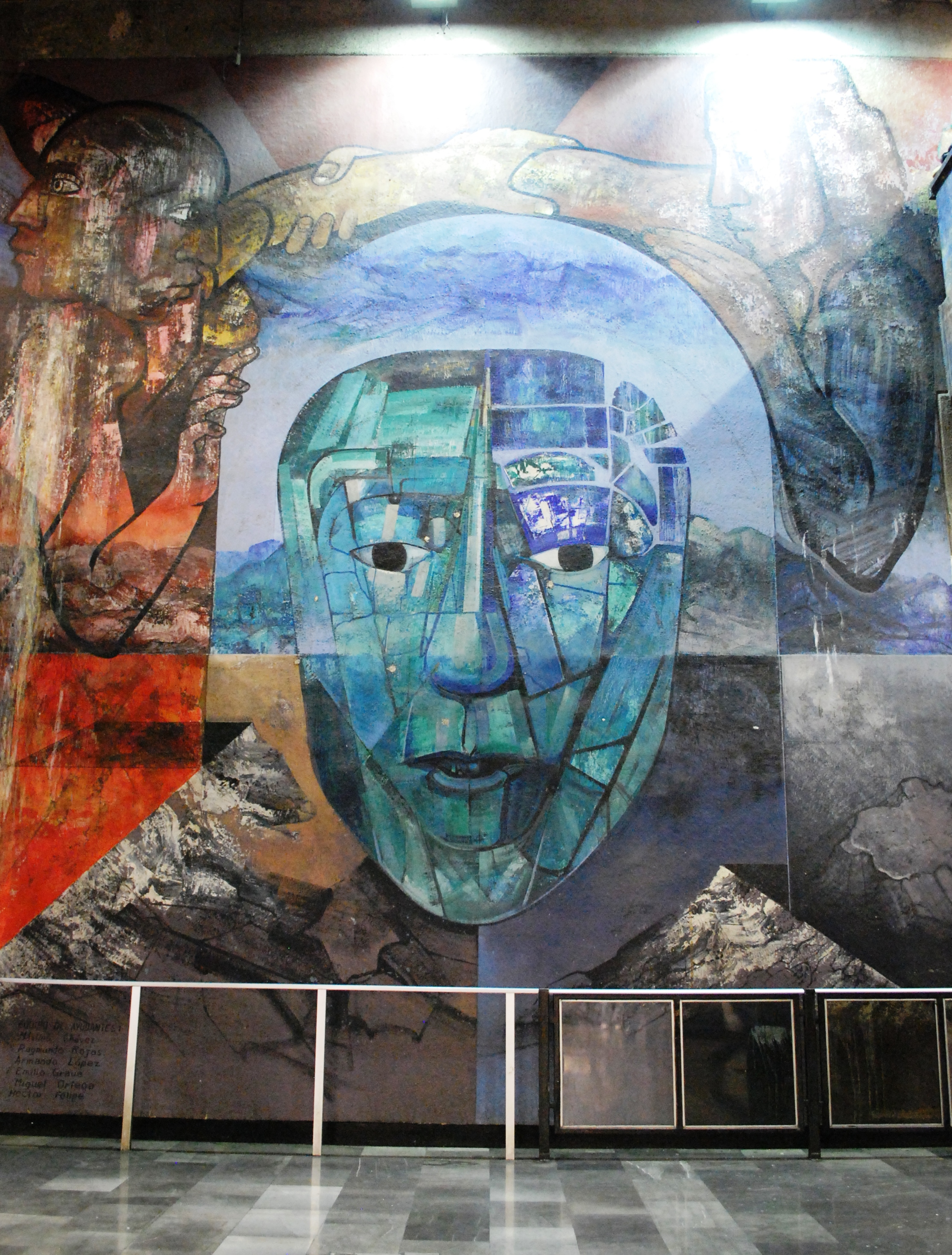
Mural

## Biografía
En 1958 se graduó como diseñador industrial de la Universidad de Nuevo León. Colaboró con el equipo del pintor y muralista quien también fue su maestro David Alfaro Siqueiros en siete de sus murales más importantes. Destacando La Marcha de la Humanidad dentro del Polyforum Cultural Siqueiros. Ceniceros crea o inventa la mayoría de sus herramientas de trabajo. 
Realizó los murales que se encuentran en las estaciones Copilco y Tacubaya del Metro de la Ciudad de México. En 2010 donó un mural a la Cámara de Diputados para conmemorar el Bicentenario de la Independencia Mexicana. Tiene también obras en distintas instalaciones oficiales del gobierno mexicano.
En 1969 ganó el Premio de Pintura otorgado por la SEP. En 1999 fue el único mexicano nominado al concurso de Arte Mundial por sus murales en el Metro.
Ceniceros ha creado murales en México, Estados Unidos y Canadá. Y su obra forma parte de las colecciones públicas y privadas en Chile, Yugoslavia y México.
El año de 2009 se publicó un libro en homenaje al pintor por sus 70 años.
En su honor el Museo de Arte Moderno de Durango lleva su nombre.

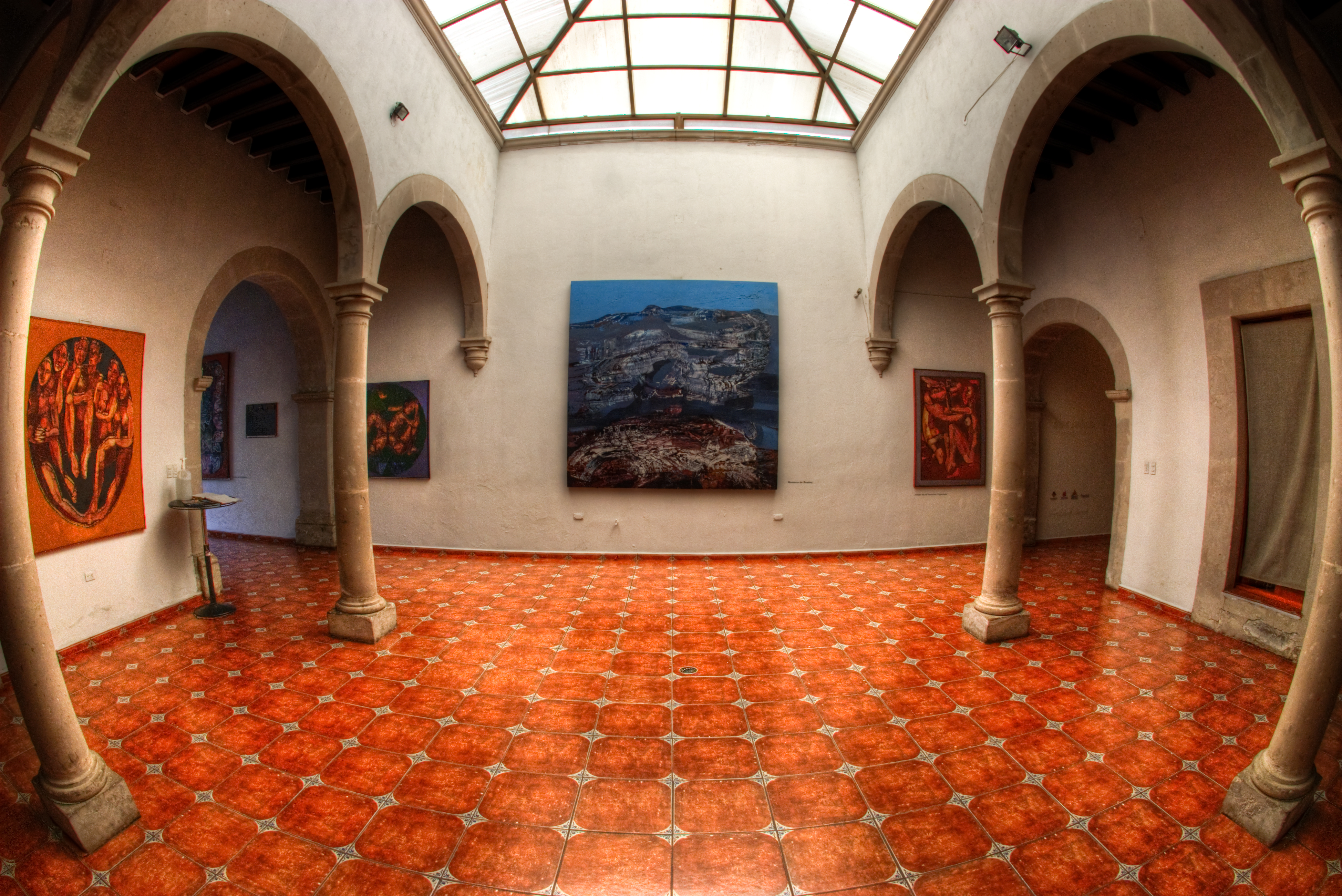
Museo Guillermo Ceniceros